# Linea D (metropolitana di Los Angeles)
La linea D (in inglese D Line), precedentemente nota come linea viola (in inglese Purple Line), è una linea metropolitana della rete Los Angeles Metro Rail che collega Downtown Los Angeles, con capolinea presso Union Square, a Koreatown, con capolinea Wilshire/Western. È gestita dalla Los Angeles County Metropolitan Transportation Authority (LACMTA).
Tra Union Square e Wilshire/Vermont condivide le stazioni con la linea B, mentre incrocia le linee A ed E nella stazione 7th Street/Metro Center e la linea L nella stazione Union Station.

## Storia
La linea D, all'epoca nota come linea viola, divenne una linea indipendente nel 2006, fino ad allora era considerata solo una diramazione della linea rossa (rinominata poi linea B) aperta nel 1993. Un'estensione della linea verso Westwood con sette stazioni è attualmente in costruzione e dovrebbe aprire in tre fasi tra il 2025 e il 2027.

## Caratteristiche
| Unknown route-map component "uKDSTCCa" |

| Urban tunnel station on track |

| Unknown route-map component "utSKRZ-G4" |

| Urban tunnel station on track |

| Urban tunnel station on track |

| Unknown route-map component "utCONTgq" | Unknown route-map component "utSTRq" + Urban tunnel station on track | Unknown route-map component "utCONTfq" |

| Unknown route-map component "utSKRZ-G4" |

| Urban tunnel station on track |

| Urban tunnel station on track |

| Unknown route-map component "utCONTgq" | Unknown route-map component "utABZgr" |  |

| Urban tunnel station on track |

| Urban tunnel end station, unused through track |

| Unknown route-map component "uextBHF" |

| Unknown route-map component "uextBHF" |

| Unknown route-map component "uextBHF" |

| Unknown route-map component "uextBHF" |

| Unknown route-map component "uextBHF" |

| Unknown route-map component "RP2q" + Unused urban tunnel straight track |

| Unknown route-map component "uextBHF" |

| Unknown route-map component "uextSKRZ-G4" |

| Unused urban end station |